# Reevesia yersinii
Reevesia yersinii är en malvaväxtart som beskrevs av A. Cheval. och Tardieu. Reevesia yersinii ingår i släktet Reevesia och familjen malvaväxter. Inga underarter finns listade i Catalogue of Life.